# یواس‌اس مریلند (۱۷۹۹)
یواس‌اس مریلند (۱۷۹۹) (به انگلیسی: USS Maryland (1799)) یک کشتی بود. این کشتی در سال ۱۷۹۹ ساخته شد.